# Juno Awards

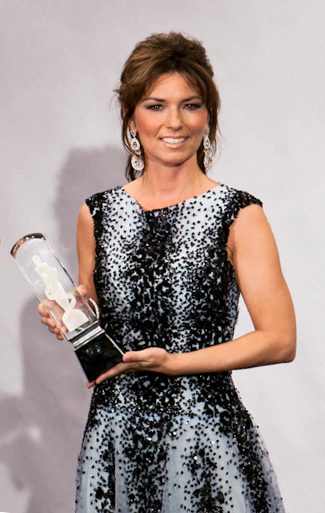
Shania Twain mit einer Juno-Award-Trophäe, 2011

Die Juno Awards werden jährlich von der Canadian Academy of Recording Arts and Sciences (CARAS) an kanadische Musiker verliehen. Die Junos entstanden 1970 aus den Gold Leaf Awards, die vom RPM Magazin veranstaltet wurden. Die CARAS wurde 1975 gegründet, um das Juno-Programm einzuführen.
Die Auszeichnungen würdigen künstlerische und technische Ausführungen in allen Stilen kanadischer Musik. Neue Mitglieder der Canadian Music Hall of Fame werden bei der Preisverleihung offiziell vorgestellt.

## Kategorien

### Aktuelle Kategorien
- Artist of the Year
- Fan Choice Award
- Group of the Year
- Breakthrough Artist of the Year
- Jack Richardson Producer of the Year Award
- Recording Engineer of the Year
- Songwriter of the Year
- Album of the Year
- Adult Alternative Album of the Year
- Adult Contemporary Album of the Year
- Alternative Album of the Year
- Blues Album of the Year
- Children’s Album of the Year
- Comedy Album of the Year
- Classical Composition of the Year
- Classical Album of the Year
- Contemporary Christian/Gospel Album of the Year
- Country Album of the Year
- Dance Recording of the Year
- Electronic Album of the Year
- Francophone Album of the Year
- Indigenous Music Album of the Year
- Instrumental Album of the Year
- International Album of the Year
- Jazz Album of the Year – Solo
- Jazz Album of the Year – Group
- Vocal Jazz Album of the Year
- Metal/Hard Music Album of the Year
- Pop Album of the Year
- R&B/Soul Recording of the Year
- Rap Recording of the Year
- Reggae Recording of the Year
- Rock Album of the Year
- Contemporary Roots Album of the Year
- Traditional Roots Album of the Year
- Single of the Year
- Video of the Year
- World Music Album of the Year
- Recording Package of the Year

### Spezialkategorien
- Canadian Music Hall of Fame
- Walt Grealis Special Achievement Award
- Allan Waters Humanitarian Award

### Ehemalige Kategorien
- Best Jazz Album
- Contemporary Jazz Album of the Year
- Traditional Jazz Album of the Year
- Best Roots and Traditional Album
- Roots & Traditional Album of the Year – Solo
- Roots & Traditional Album of the Year – Group

## Veranstaltungsorte
Bis 1990 wurden die Juno Awards ausschließlich in Toronto veranstaltet. Seitdem werden die Veranstaltungen abwechselnd in größeren Städten abgehalten.
| Datum             | Stadt                | Veranstaltungsort            | Moderator(en)                                 | Übertragung         |
| ----------------- | -------------------- | ---------------------------- | --------------------------------------------- | ------------------- |
| 23. Februar 1970  | Toronto              | St. Lawrence Hall            | George Wilson                                 | keine               |
| 22. Februar 1971  | Toronto              | St. Lawrence Hall            | George Wilson                                 | keine               |
| 28. Februar 1972  | Toronto              | Inn on the Park              | George Wilson                                 | keine               |
| 12. März 1973     | Toronto              | Inn on the Park              | George Wilson                                 | CBC Radio           |
| 25. März 1974     | Toronto              | Inn on the Park              | George Wilson                                 | keine               |
| 24. März 1975     | Toronto              | Canadian National Exhibition | Paul Anka                                     | CBC Television      |
| 15. März 1976     | Toronto              | Ryerson University           | John Allan Cameron                            | CBC Television      |
| 16. März 1977     | Toronto              | Fairmont Royal York          | David Steinberg                               | CBC Television      |
| 28. März 1978     | Toronto              | Harbour Castle Hilton        | David Steinberg                               | CBC Television      |
| 21. März 1979     | Toronto              | Harbour Castle Hilton        | Burton Cummings                               | CBC Television      |
| 2. April 1980     | Toronto              | Harbour Castle Hilton        | Burton Cummings                               | CBC Television      |
| 5. Februar 1981   | Toronto              | O’Keefe Centre               | Andrea Martin                                 | CBC Television      |
| 14. April 1982    | Toronto              | Harbour Castle Hilton        | Burton Cummings                               | CBC Television      |
| 5. April 1983     | Toronto              | Harbour Castle Hilton        | Burton Cummings und Alan Thicke               | CBC Television      |
| 5. Dezember 1984  | Toronto              | Exhibition Place             | Joe Flaherty und Andrea Martin                | CBC Television      |
| 4. November 1985  | Toronto              | Harbour Castle Hilton        | Andrea Martin und Martin Short                | CBC Television      |
| 10. November 1986 | Toronto              | Harbour Castle Hilton        | Howie Mandel                                  | CBC Television      |
| 2. November 1987  | Toronto              | O’Keefe Centre               | Howie Mandel                                  | CBC Television      |
| 1988              | keine Veranstaltung  | keine Veranstaltung          | keine Veranstaltung                           | keine Veranstaltung |
| 12. März 1989     | Toronto              | O’Keefe Centre               | André-Philippe Gagnon                         | CBC Television      |
| 18. März 1990     | Toronto              | O’Keefe Centre               | Rick Moranis                                  | CBC Television      |
| 3. März 1991      | Vancouver            | Queen Elizabeth Theatre      | Paul Shaffer                                  | CBC Television      |
| 29. März 1992     | Toronto              | O’Keefe Centre               | Rick Moranis                                  | CBC Television      |
| 21. März 1993     | Toronto              | O’Keefe Centre               | Céline Dion                                   | CBC Television      |
| 20. März 1994     | Toronto              | O’Keefe Centre               | Roch Voisine                                  | CBC Television      |
| 26. März 1995     | Hamilton             | Copps Coliseum               | Darsteller der Serie This Hour Has 22 Minutes | CBC Television      |
| 10. März 1996     | Hamilton             | Copps Coliseum               | Anne Murray                                   | CBC Television      |
| 9. März 1997      | Hamilton             | Copps Coliseum               | Jann Arden                                    | CBC Television      |
| 22. März 1998     | Vancouver            | Rogers Arena                 | Jason Priestley                               | CBC Television      |
| 7. März 1999      | Hamilton             | Copps Coliseum               | Mike Bullard                                  | CBC Television      |
| 12. März 2000     | Toronto              | Rogers Centre                | The Moffatts                                  | CBC Television      |
| 4. März 2001      | Hamilton             | Copps Coliseum               | Rick Mercer                                   | CBC Television      |
| 14. April 2002    | St. John’s           | Mile One Centre              | Barenaked Ladies                              | CTV                 |
| 6. April 2003     | Ottawa               | Scotiabank Place             | Shania Twain                                  | CTV                 |
| 4. April 2004     | Edmonton             | Rexall Place                 | Alanis Morissette                             | CTV                 |
| 3. April 2005     | Winnipeg             | MTS Centre                   | Brent Butt                                    | CTV                 |
| 2. April 2006     | Halifax              | Halifax Metro Centre         | Pamela Anderson                               | CTV                 |
| 1. April 2007     | Saskatoon            | Credit Union Centre          | Nelly Furtado                                 | CTV                 |
| 6. April 2008     | Calgary              | Scotiabank Saddledome        | Russell Peters                                | CTV                 |
| 29. März 2009     | Vancouver            | Rogers Arena                 | Russell Peters                                | CTV                 |
| 18. April 2010    | St. John’s           | Mile One Centre              | keine Moderation                              | CTV                 |
| 27. März 2011     | Toronto              | Air Canada Centre            | Drake                                         | CTV                 |
| 1. April 2012     | Ottawa               | Scotiabank Place             | William Shatner                               | CTV                 |
| 21. April 2013    | Regina               | Brandt Centre                | Michael Bublé                                 | CTV                 |
| 30. März 2014     | Winnipeg             | MTS Centre                   | Classified, Johnny Reid und Serena Ryder      | CTV                 |
| 15. März 2015     | Hamilton             | Copps Coliseum               | Jacob Hoggard                                 | CTV                 |
| 3. April 2016     | Calgary              | Scotiabank Saddledome        | Jann Arden und Jon Montgomery                 | CTV                 |
| 2. April 2017     | Ottawa               | Canadian Tire Centre         | Bryan Adams und Russel Peters                 | CTV                 |
| 25. März 2018     | Vancouver            | Rogers Arena                 | Michael Bublé                                 | CBC Television      |
| 17. März 2019     | London               | Budweiser Gardens            | Sarah McLachlan                               | CBC Television      |
| 29. Juni 2020     | Online-Veranstaltung | Online-Veranstaltung         | Odario Williams und Damhnait Doyle            | CBC Gem             |
| 6. Juni 2021      | Toronto              | Rebel Nightclub (Verleihung) | Angeline Tetteh-Wayoe                         | CBC                 |
| 15. Mai 2022      | Toronto              | Budweiser Stage              | Simu Liu                                      | CBC                 |
| 13. März 2023     | Edmonton             | Rogers Place                 | Simu Liu                                      | CBC                 |
| 24. März 2024     | Halifax              | Scotiabank Centre            | Nelly Furtado                                 | CBC                 |
| 30. März 2025     | Vancouver            | Rogers Arena                 | Michael Bublé                                 | CBC                 |

## Allan Waters Humanitarian Award
Von 2006 bis 2018 wurde im Rahmen der Juno Awards von der CARAS der Allan Waters Humanitarian Award vergeben. Er richtet sich an kanadische Musiker, die ihre Bekanntheit für humanitäre Ziele eingesetzt haben. Preisträger waren Bruce Cockburn, Tom Jackson, Paul Brandt, Sarah McLachlan, Bryan Adams, Neil Young, Simple Plan, Tom Cochrane, Chantal Kreviazuk und Raine Maida, Rush, Arcade Fire, Buffy Sainte-Marie und Gary Slaight.

## Juno Cup
Seit 2004 wird im Rahmen der Juno Awards ein Eishockey-Spiel um den Juno Cup ausgetragen. Bei dem Spiel handelt es sich um eine Benefizveranstaltung zugunsten von MusiCounts, einer Wohltätigkeitsorganisation, die sich um musikalische Bildung kümmert und die von der CARAS betrieben wird, die auch die Verleihung des Juno Awards ausrichtet. Der JunoCup hat bislang mehr als 700.000 US-Dollar für MusiCounts eingebracht. Das Spiel wird immer zwischen dem Team NHL Greats, das aus ehemaligen Profispielern der National Hockey League besteht, und einem Team namens The Rockers, das aus Rockmusikern besteht, ausgetragen. Die NHL Greats haben bisher fast jedes Spiel gewonnen. Lediglich 2009 und 2019 konnten sich die Rockers durchsetzen.